# Ogre Battle
 (mai 2019).
Si vous disposez d'ouvrages ou d'articles de référence ou si vous connaissez des sites web de qualité traitant du thème abordé ici, merci de compléter l'article en donnant les références utiles à sa vérifiabilité et en les liant à la section « Notes et références ».
Ogre Battle est une série de jeux vidéo de rôle tactique développés par la société Quest.

## Titres
- 1993 : Ogre Battle: The March of the Black Queen sur Super Nintendo puis adapté sur PlayStation (1996) et Saturn (1996).
- 1995 : Tactics Ogre: Let Us Cling Together sur Super Nintendo puis adapté sur PlayStation (1997), Saturn (1996) et PSP (2010)
- 1999 : Ogre Battle 64: Person of Lordly Caliber sur Nintendo 64.
- 2000 : Densetsu no Ogre Battle Gaiden: Zenobia no Ōji (Ogre Battle Gaiden) sur Neo-Geo Pocket Color.
- 2001 : Tactics Ogre: The Knight of Lodis sur Game Boy Advance.